# Kablowiec

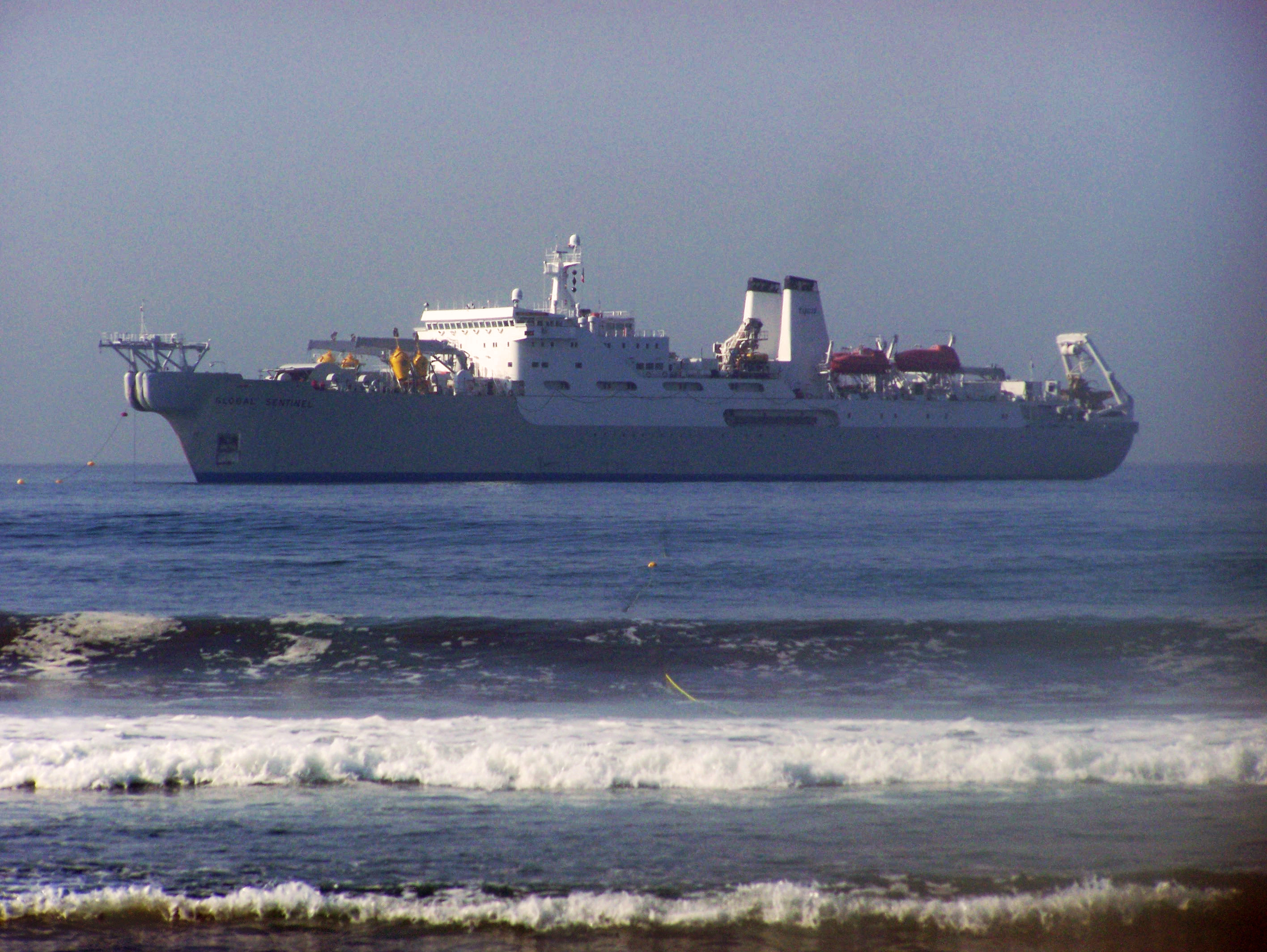
Kablowiec "Global Sentinel". Widoczne na dziobie urządzenia do układania kabli.

Kablowiec – specjalistyczny statek (jednostka pomocnicza – okręt) przystosowany i zbudowany w celu układania, podnoszenia, konserwacji i napraw kabli podmorskich. Jednostka ta posiada zabudowane na dziobie i rufie specjalne urządzenia do spuszczania i podnoszenia kabla. Na pokładzie znajdują się też specjalne koliste pojemniki (szpule) służące do magazynowania kabla. Kablowce dzielą się na:
- pełnomorskie – pojemność rejestrowa do kilku tysięcy BRT i duża autonomiczność;
- przybrzeżne;
- barki kablowe.